# 2e régiment étranger d'infanterie
Pour les articles homonymes, voir 2e régiment.
Le 2e régiment étranger d'infanterie (2e REI) est l'un des deux régiments d'infanterie de la Légion étrangère au sein de la 6e brigade légère blindée. Deuxième des régiments étrangers, il a été créé en 1841.
Il est stationné au quartier colonel de Chabrières (ex quartier Vallongue) à Nîmes depuis son arrivée de Bonifacio en 1983.
Régiment d'infanterie blindée, le régiment est intégré au sein du programme Scorpion de l'armée de Terre. Il a basculé depuis le début de l'année 2022 sur le véhicule blindé multirôles (VBMR) Griffon, véhicule de transport de troupe et d'appui feu. Il évolue aussi désormais avec le système d'information du combat SCORPION (SIC-S), nouvel Internet du champ de bataille.
Le 2e REI bénéficie d'une longue tradition de conflits et d'intervention. Ses derniers engagements dans le golfe de Guinée dans le cadre de l'opération interarmées Corymbe, en Nouvelle-Calédonie et à Mayotte, en Irak, au Liban, au Sahel, en Afghanistan, en Estonie, en République Centrafricaine, en Côte d'Ivoire, dans les Balkans, au Rwanda, en font un régiment d'expérience.
Régiment à spécialité amphibie, le 2e REI est capable de remplir des missions d'assistance aux populations, de prévention des crises et d'intervention partout dans le monde sur très court préavis.
Le régiment est régulièrement déployé sur le territoire national dans le cadre de l'opération Sentinelle. À la demande des autorités civiles et en renfort des forces de sécurité intérieure, il est parfois mobilisé pour venir en aide à la population touchée par les épisodes cévenoles.

## Création et dénominations
- Le 1er avril 1841, la Légion est scindée en deux. Le 2e régiment a été organisé à Bône, le 13 avril 1841, provisoirement à deux bataillons du régiment étranger; le 4e bataillon envoyé d'Alger et le 5e bataillon qui était à Bône. Il compte, comme les autres régiments d'infanterie de ligne de l'époque, 3 000 hommes. Le 3e bataillon a été formé au mois de mai suivant.
- Il s'établit dans la région de Constantine en Algérie, ses bataillons tenant garnison à Bône, Bougie et Djidjelli. Le colonel de Senilhes en est le premier chef de corps.
- Le premier drapeau du régiment est remis en 1848 au colonel Carbuccia.
- En 1854, Napoléon III décide la création d'une 2e Légion, composée uniquement de Suisses. Mais le recrutement n'étant pas suffisant, les deux unités, engagées en Crimée, sont licenciées à la fin du conflit et regroupées pour former le 2e régiment étranger, qui repart en Algérie en 1856.
- Le 1er janvier 1862, les deux régiments étrangers fusionnent sous l'appellation de Régiment étranger.
- Le 13 mars 1875, la réorganisation de l'armée d'Afrique contraint le régiment à prendre le nom de « Légion étrangère ». Son effectif est de 3 018 hommes.
- Le 1er janvier 1885, le 2e régiment étranger est officiellement recréé. Les 1er et 2e bataillons restent en Algérie. Le 3e est détaché au Tonkin et le 4e, envoyé à Formose en 1884 puis rejoint le Tonkin.

## Liste des chefs de corps
- 1841 - 1843 : colonel Cariés de Senilhes
- 1843 - 1844 : lieutenant-colonel Mac Mahon
- 1844 - 1848 : colonel Cariés de Senilhes
- 1848 : colonel Certain de Canrobert
- 1848 : colonel de la Noüe
- 1848 - 1851 : colonel Carbuccia
- 1851 : colonel Jean-Baptiste Pierre Marie Cœur
- 1851 - 1855 : lieutenant-colonel de Caprez
- 1855 : colonel de Chabrières
- 1856 - 1859 : colonel de Chabrières
- 1859 : colonel Signorino
- 1859 - 1862 : colonel Butet
- 1862 : colonel Jeanningros
- 1862 - 1866 : colonel Jeanningros
- 1866 - 1867 : colonel Guilhem
- 1867 - 1870 : colonel Deplanque
- 1870 - 1875 : colonel de Mallaret
- 1875 - 1881 : colonel de Mallaret
- 1881 - 1883 : colonel de Négrier
- 1883 - 1884 : colonel Grisot
- 1885 - 1886 : colonel Hugot
- 1886 - 1888 : colonel Letellier
- 1888 - 1889 : colonel Vincent
- 1889 - 1893 : colonel Gillet
- 1893 - 1895 : colonel Oudri
- 1895 - 1896 : colonel Gosse Dubois
- 1896 - 1900 : colonel Béranger
- 1900 - 1908 : colonel Bruneau
- 1902 - 1906 : colonel Desorthes
- 1906 - 1908 : colonel Schlumberger
- 1908 : colonel Branlière
- 1908 : colonel Alix
- 1908 - 1911: colonel Brulard
- 1911 - 1914 : colonel Passard
- 1914 - 1915 : colonel Bourgeois
- 1915 - 1916 : chef de bataillon Deville
- 1916 - 1917 : chef de bataillon Donneve
- 1917 - 1918 : chef de bataillon Arrieu
- 1918 - 1920 : chef de bataillon Hottenger
- 1920 - 1922 : colonel Martin
- 1907 - 1908 : lieutenant-colonel Brulard
- 1908 - 1909 : chef de bataillon Szarvas
- 1909 - 1912 : chef de bataillon Forey
- 1912 - 1913 : lieutenant-colonel Vandenberg
- 1913 - 1913 : chef de bataillon Denis-Laroque
- 1913 - 1915 : lieutenant-colonel Girodon
- 1915 - 1916 : lieutenant-colonel Corbières
- 1916 - 1916 : lieutenant-colonel Theveney
- 1916 - 1918 : lieutenant-colonel Tisseyre
- 1914 : lieutenant-colonel Passard
- 1914 - 1915 : colonel Lecomte-Denis
- 1915 : lieutenant-colonel Lavenne de Choulot
- 1922 - 1923 : colonel Martin
- 1924 - 1925 : colonel Marty
- 1926 - 1928 : lieutenant-colonel Genmeau
- 1928 - 1930 : lieutenant-colonel Debas
- 1930 - 1934 : colonel Richert
- 1934 - 1938 : colonel Gérard
- 1938 - 1940 : colonel Girard
- 1940 - 1943 : colonel Flan
- 1945 - 1947 : colonel Lorillot
- 1947 - 1948 : colonel Courcelle-Labrousse
- 1948 : colonel Nicolas
- 1949 - 1950 : colonel Thevenot
- 1950 - 1951 : colonel Pelleterat de Borde
- 1951 - 1953 : colonel Daigny
- 1953 -1956 : colonel Jacquot
- 1956 - 1958 : colonel Goujon
- 1958 - 1959 : colonel Thevenon
- 1959 - 1961 : colonel de Seze
- 1961 - 1963 : colonel Romet
- 1963 - 1965 : colonel Le Vert
- 1965 - 1967 : colonel Kopf
- 1967 - 1968 : colonel de Montferrand
- 1972 - 1974 : colonel Servanckx
- 1974 - 1976 : colonel Gilbert
- 1976 - 1978 : colonel Mougin
- 1978 - 1980 : colonel Liege
- 1980 : colonel de Montlebert
- 1980 - 1982 : colonel de Montlebert
- 1982 - 1984 : colonel de Lajudie
- 1984 - 1986 : colonel François
- 1986 - 1988 : colonel Laffly
- 1988 - 1990 : colonel Soubirou
- 1990 - 1992 : colonel Derville
- 1992 - 1994 : colonel de Richoufftz de Manin
- 1994 - 1996 : colonel Lecerf
- 1996 - 1998 : colonel Verna
- 1998 - 2000 : colonel Bontoux
- 2000 - 2002 : colonel Bras
- 2002 - 2004 : colonel Margail
- 2004 - 2006 : colonel de Reviers de Mauny
- 2006 - 2008 : colonel Gillet
- 2008 - 2010 : colonel Durieux
- 2010 - 2012 : colonel Fouilland
- 2012 - 2014 : colonel Ozanne
- 2014 - 2016 : colonel Putz
- 2016 - 2018 : colonel Carleton
- 2018 - 2020 : colonel Guerry
- 2020 - 2022 : colonel Desgrées du Loû
- 2022 - 2024 : colonel Vancina
- 2024 - : colonel Miailhes

## Historique des garnisons, campagnes et batailles

### Le régimentaujourd’hui[Quand?]

#### Missions
Le régiment est à même de mener les missions dévolues aux unités d'infanterie, que ce soit lors d'engagement de « haute intensité » (réduction, assaut, défense, etc.) ou de « basse intensité » (protection et défense de sites sur le territoire national, partenariats militaires, opérations de maintien de la paix, etc.).

#### Organisation
Le 2e régiment étranger d'infanterie, avec ses 7 compagnies et 1 230 hommes est un des plus gros régiments d'infanterie de l'armée française.
- La CCL, ou compagnie de commandement et de logistique, regroupe tous les services projetables nécessaires au commandement du régiment en opérations (transmissions, bureau opération, infirmiers, section transport, maintenance, etc.).
- 5 compagnies de combat[1],[2] constituées chacune d'une section commandement, d'une section d'appui (mortiers de 81 mm-LLR, de missiles moyenne portée et de mitrailleuses MAG58) et de trois sections de voltige.
- La CA ou compagnie d'appui, est constituée d'une section commandement, d'une section d'aide à l'engagement débarqué (SAED), d'une section d'appui direct (SAD) équipée de missiles MMP et de mitrailleuses lourdes, d'une section de tireurs d'élite (STE) équipée de fusils PGM Hécate II en calibre 12,7 mm et de fusils de précision HK417 et SCAR-H PR et d'une section robotique et renseignement de l'infanterie (SRRI) créée fin 2022.
- La 8e compagnie (unité d'intervention de réserve) composée d'une section de commandement et de 4 sections de combat.

Le 2e REI est également chargé de contrôler le camp des Garrigues, qui leur permet de s'entrainer au tir et au combat en zone urbaine grâce au village de combat AZURIG. Une caserne de pompiers militaires, implantée au camp des Garrigues, appartient à la CCL du régiment.

#### Matériels
Les matériels majeurs du régiment en 2024 sont ceux d'une unité d'infanterie à l'heure du programme SCORPION :
- Griffon : véhicule blindé multirôles
- VBL : véhicule blindé léger
- missile MMP : missile moyenne portée d'une portée maximale de 4 000 mètres
- missile Eryx : missile d'une portée de 50 à 600 m permettant notamment le tir en espace confiné
- roquette AT4 CS
- mortier de 81 mm LLR (de 5 000 m de portée)
- HK416/FAMAS
- HK417/SCAR-H PR
- PGM Hécate II
- GLOCK-17 FR
- MAG58/Mitrailleuse 12,7mm
- Système d'information du combat SCORPION (SIC-S)

## Traditions

### Mascotte
Si les animaux de compagnie ont toujours tenu une place particulière dans la vie des légionnaires, cette tradition est restée très vivace au 2e Étranger.
Celui-ci compte dans ses rangs un mulet, croisement entre une jument et un âne, nommé Tapanar. Un légionnaire est chargé de veiller sur lui. Il participe aux prises d'armes et autres cérémonies du régiment et représente les mules des anciennes compagnies montées. Cette traditionnelle mascotte est apparue pour la première fois en 1984. Actuellement, le caporal Tapanar IV, sert le régiment depuis 2021.

### Insigne
Description
Rectangle d'argent bordé verticalement de part et d'autre de deux barres verticales verte et rouge ; au milieu, la grenade à sept flammes frappée du chiffre "2" sur un fer à mulet à sept trous.
Signification
Le fer à mulet à sept trous rappelle les compagnies montées du 2e Étranger au Maroc.
Création
L'insigne a été créé en 1957 par le colonel Goujon commandant le 2e REI.

### Devise
Le 3 septembre 1990, le colonel Yves Derville, chef de corps, ordonna à ses hommes de se tenir prêt à participer aux opérations en cours dans le Golfe. En l'absence de devise officielle à cette époque, il décida que “Être prêt” deviendrait celle du régiment. Cette dernière met en évidence la proactivité des légionnaires, soulignant leur anticipation, ainsi que leur détermination à s’entraîner et à se préparer à toutes les éventualités.

« Être prêt »

### ChantAnne-Marie du «2»
Le chant faisant partie intégrante de la vie du légionnaire, à la fin des années 1900, “Anne-Marie”, issu du répertoire populaire allemand, devient le chant officiel du 2e REI. 

« Anne-Marie, wo geht die Reise hin,

Anne-Marie, wo geht die Reise hin,

Sie geht in's Städtelein

Wo die Soldaten sein.

Ei, ei, ei

Junge, junge, junge Anne-Marie. »

« Anne-Marie, heute wollen wir lustig sein,

Anne-Marie, heute wollen wir lustig sein,

Wir wollen tanzen gehen

Und uns im Kreise drehen.

Ei, ei, ei,

Junge, junge, junge Anne-Marie. »

### Faits d'armes et inscriptions sur le drapeau
Il porte, cousues en lettres d'or dans ses plis, les inscriptions suivantes,, :
- Sébastopol 1854
- Kabylie 1857
- Magenta 1859
- Camerone 1863
- Extrême-Orient 1884-1885
- Dahomey 1892
- Madagascar 1895-1905 (en)
- Campagne du Maroc 1907-1913-1921-1934
- Indochine 1946-1954
- AFN 1952-1962
- Koweït 1990-1991

Au XIXe siècle, le drapeau du 2e Étranger avait comporté les noms des batailles suivantes, aujourd’hui abandonnés :
- Constantine 1837
- Mostaganem 1839
- Mouzaïa 1840
- Koléa 1841
- Djidjelli 1842
- Zaatcha 1849
- Fedj-Menazel 1851
- Alma 1854

Le fait d'armes resté dans les annales du régiment est le deuxième combat d'El-Moungar, le 2 septembre 1903. C'est aujourd’hui la fête du régiment qui rend ainsi hommage à cette date à ses anciens.

### Décorations
Le régiment a reçu plusieurs décorations :
- Croix de guerre des Théâtres d'opérations extérieurs avec 3 palmes (Indochine 1945/1954 et Guerre du golfe 1990/1991)
- Croix de la Valeur militaire avec palme de bronze lors de la Guerre d'Afghanistan (2001-2014) remise le 19 novembre 2012[8].
- Croix de la Valeur militaire avec étoile de vermeil pour les opérations menées en 2013 au cours de l'opération Serval[9].
- Croix de la Valeur militaire avec palme de bronze pour ses missions de protections de la population civile et des ressortissants français en Centrafrique de 2014 à 2015 lors de l'opération Sangaris.
- Croix de la Valeur militaire avec palme de bronze pour les opérations menées en 2020-2022 au cours de l'opération Barkhane[10].
- Médaille d'or de la ville de Milan lors du cinquantenaire de la ville de Milan en témoignage de reconnaissance aux vainqueurs de Magenta et Solférino.

Le 2e REI est titulaire, pour le régiment de 4 citations (dont 3 à l'ordre de l'armée et 1 à l'ordre du corps d'armée). Les différents bataillons et unités dont le 2e Étranger est l'héritier arborent, quant à eux, 22 citations.
Les personnels du régiment sont autorisés à porter la fourragère aux couleurs de la Croix de guerre des Théâtres d'opérations extérieurs et la fourragère aux couleurs de la Croix de la Valeur militaire.

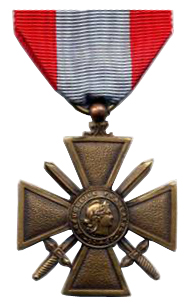
Croix de guerre des TOE
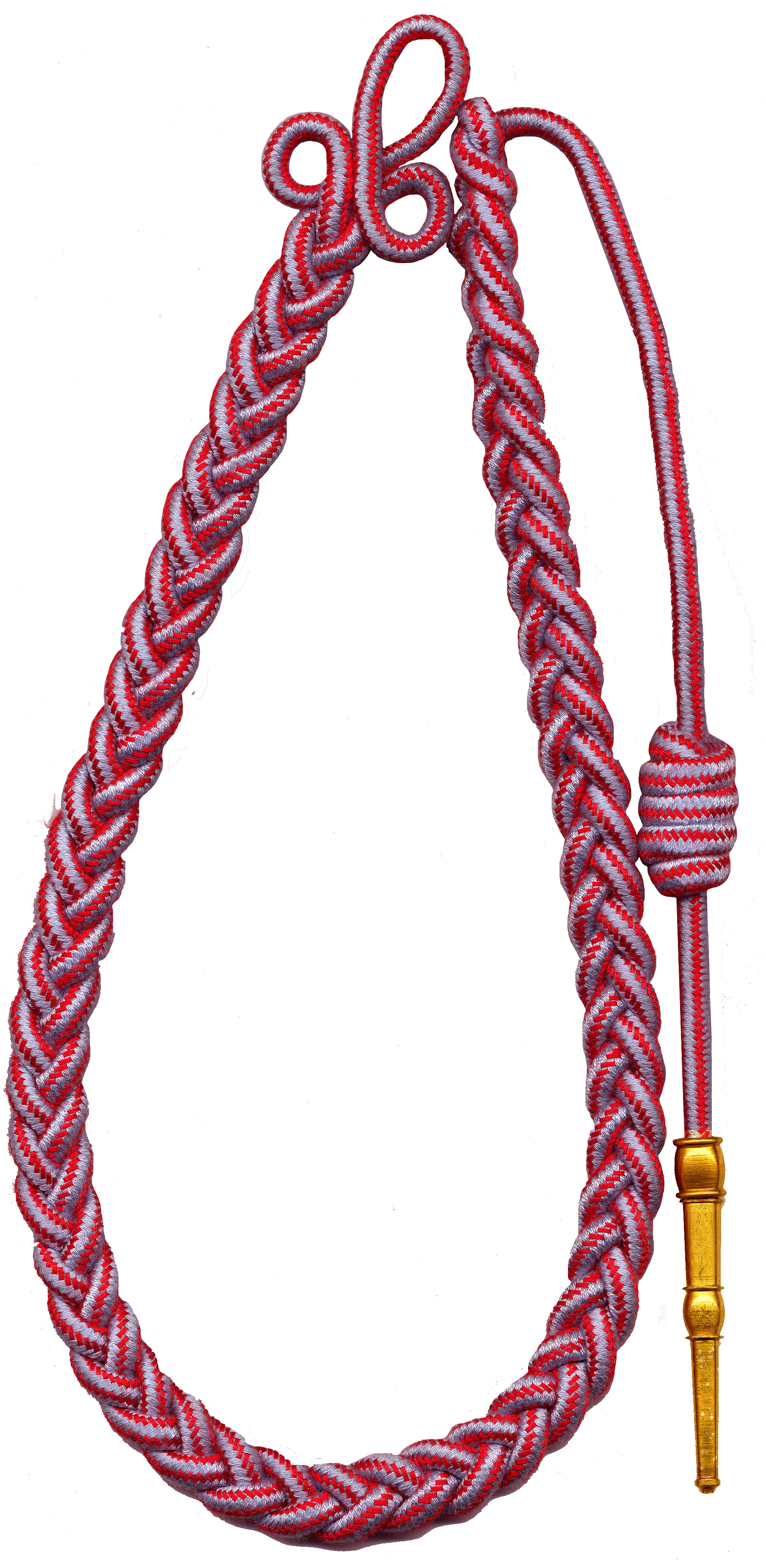
Fourragère aux couleurs du ruban de la Croix de guerre des Théâtres d'opérations extérieurs

### In Memoriam
Depuis sa fondation, le 1er avril 1841, le régiment a perdu 18 500 légionnaires en service commandé.

## Galerie photographique

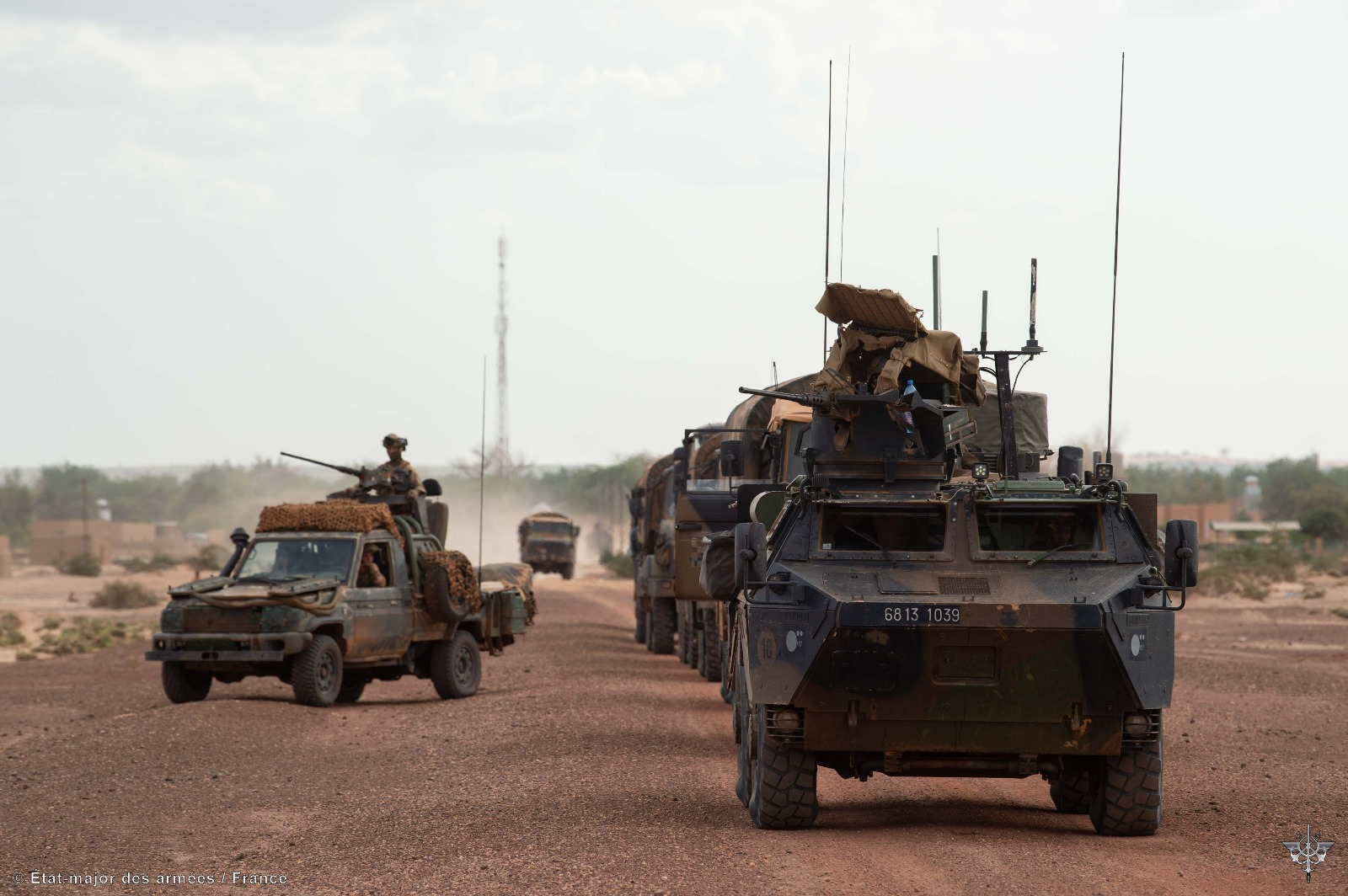
Opération Barkhane, Niger - Octobre 2022.
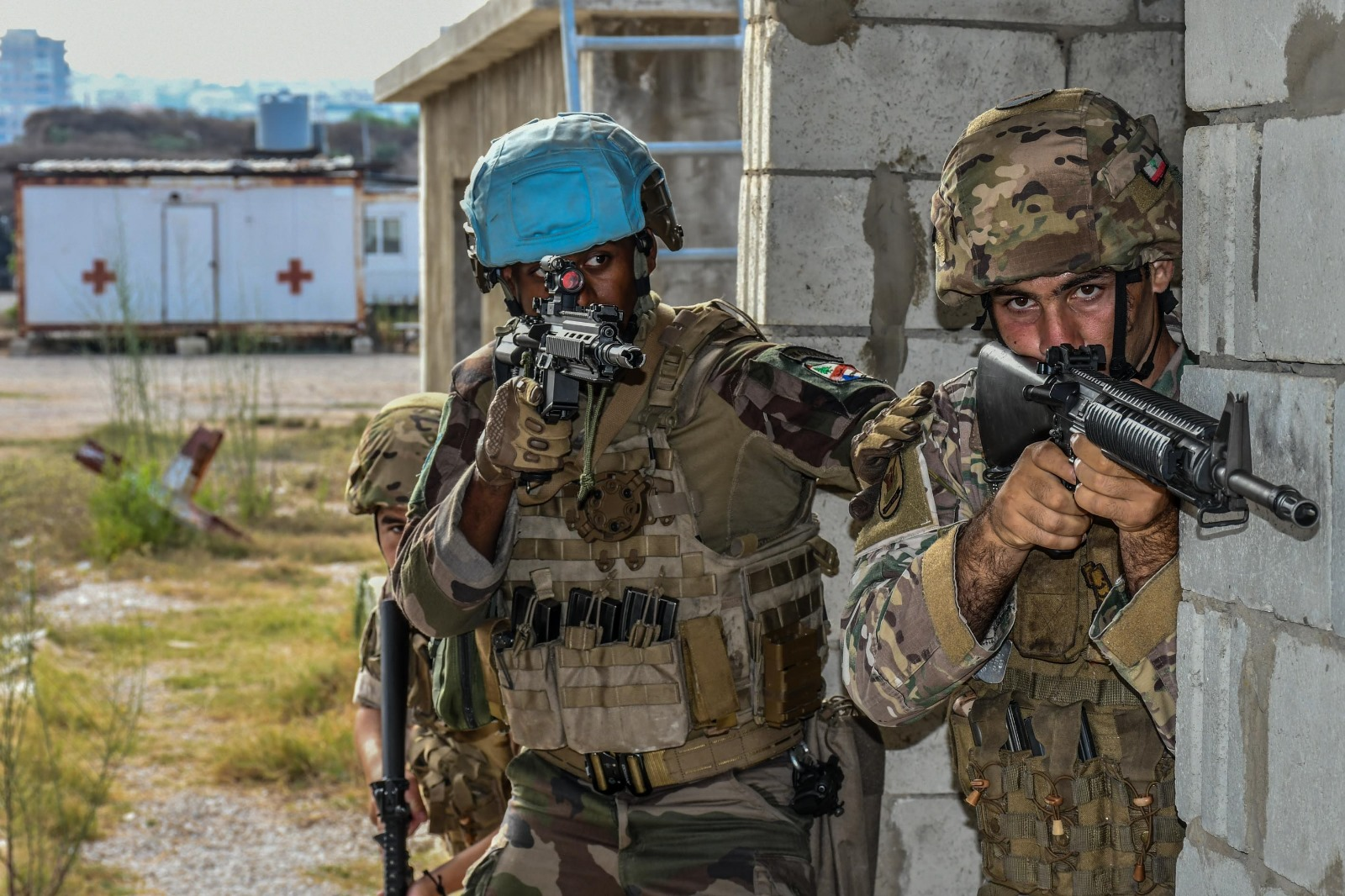
Opération Daman, Liban - Décembre 2022.
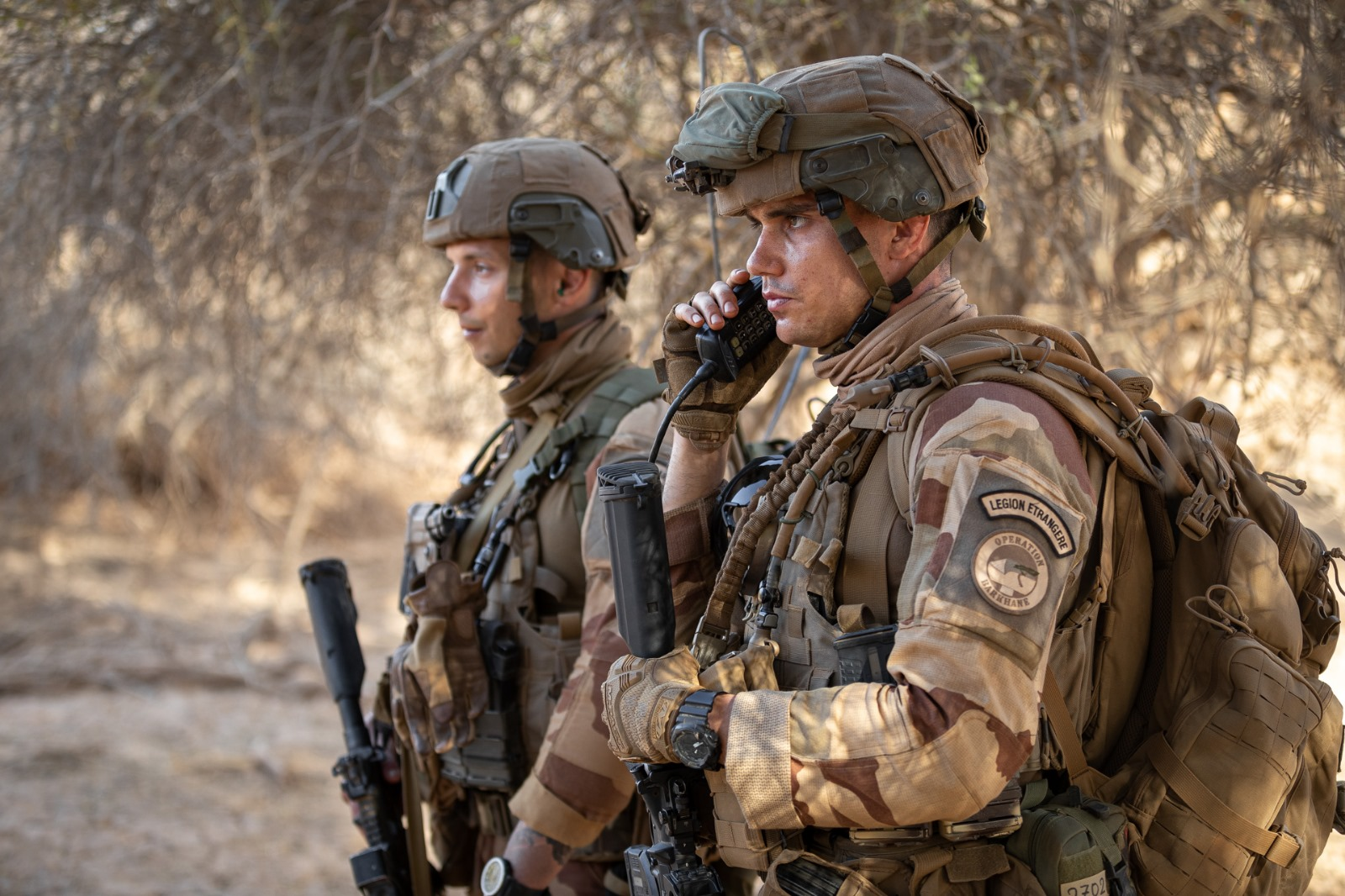
Opération Barkhane, Mali - 2020.
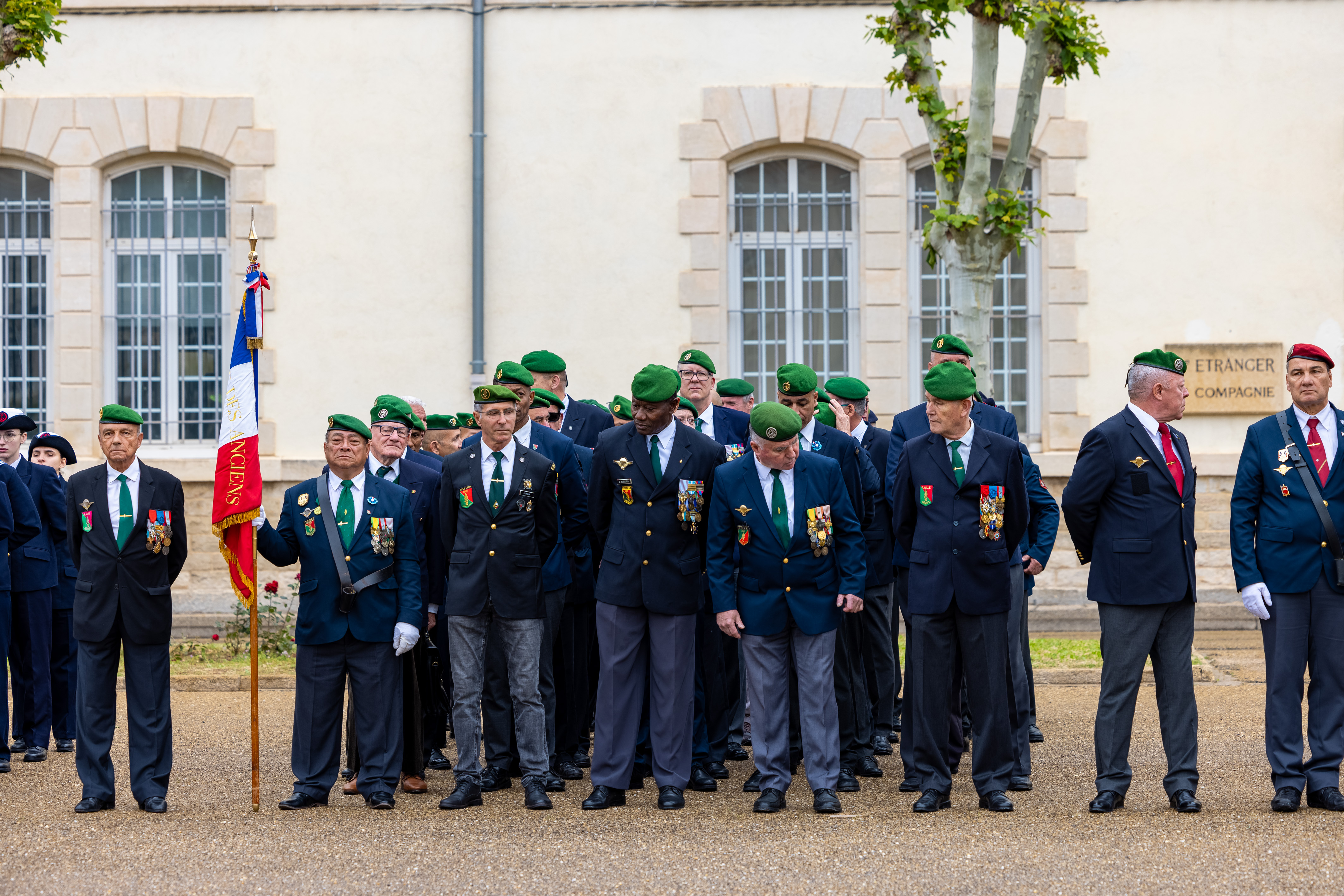
Les anciens de la légion étrangère lors de la prise d'arme de Camerone - Avril 2024.

## Personnalités ayant servi au2eÉtranger
- Capitaine Marie Louis Joseph Vauchez.
- Général Alfred Kopf (résistant)
- Lieutenant-colonel Henri Gaston Louis Victor Grosdidier 1895-1923 chevalier de la Légion d'honneur avec palmes. Croix de Guerre
- Général Félix de Vial comme lieutenant en 1905 à Tiaret, Laghouat.
- Général Charles Alexis Vandenberg comme colonel en 1912 au Maroc.
- Caporal-chef Fred Samuel (Joaillier) 1939
- Capitaine Mathieu Mabin (Journaliste) 2002
- Les compagnons de la Libération Joseph Bakos, Henri Bénévène, Jacques Bourdis, Dino Del Favero et Michel Larine.
- Général Jean Vincent (résistant)
- Joseph Arthur Dufaure du Bessol
- Sous-lieutenant (puis capitaine) Adolphe Vincent
- Yannick Lallemand, aumônier du régiment de 1975 à 1981.

### Jean-Baptiste Pierre Marie Cœur
Jean-Baptiste Pierre Marie Cœur est né à Clairvaux dans le département du Jura, le 22 octobre 1794. 
Élève à l'École spéciale militaire le 11 mars 1813, il est caporal le 6 octobre, fourrier le 19 novembre, et sous- lieutenant au 9e régiment de tirailleurs de la Garde impériale le 17 décembre 1813. Il participe à la campagne de France, et, le 10 août 1814, il est envoyé en demi-solde et est fait chevalier de la Légion d'honneur le 24 octobre 1814.
 Garde surnuméraire de la porte du roi , le 15 novembre 1814, il suit Louis XVIII à Gand durant les Cent-Jours, et rentre en France le 8 juillet 1815, comme garde titulaire de la porte du roi. Le 23 octobre suivant, il est placé sous-lieutenant au 2e régiment d'infanterie de la garde royale. Breveté lieutenant de la ligne le 17 décembre 1817, il est lieutenant le 16 juin 1819, et est capitaine au 57e de ligne le 19 février 1823, avec lequel il est envoyé en Martinique du 3 février 1824 au 21 janvier 1827.
Devenu chef de bataillon au 7e de ligne le 25 avril 1840, il fait commandeur de la Légion d'honneur le 10 août 1853. Il devient lieutenant-colonel du 29e de ligne le 24 avril 1845 et, enfin, colonel du 3e de ligne, le 31 mars 1848 et passe au commandement du 2e régiment de la légion étrangère le 4 octobre 1850
 Envoyé en Algérie du 5 février 1851 au 25 janvier 1852, il est nommé général de brigade le 22 décembre 1851, et, revenu en métropole, il commande, en cette qualité, la subdivision d'Orléans le 31 décembre 1851, le Prytanée national militaire le 16 avril 1853, une brigade à l'armée d'Orient le 2 décembre 1854. Disponible le 15 septembre 1855, il prend le commandement de la subdivision du Loiret le 26 septembre 1855, et est placé, le 23 octobre 1856, dans la 2e section du cadre de l'état-major général.
-
Il meurt le 22 septembre 1867, au château de Bourrassol, près de Toulouse, en Haute-Garonne.

## Voir aussi

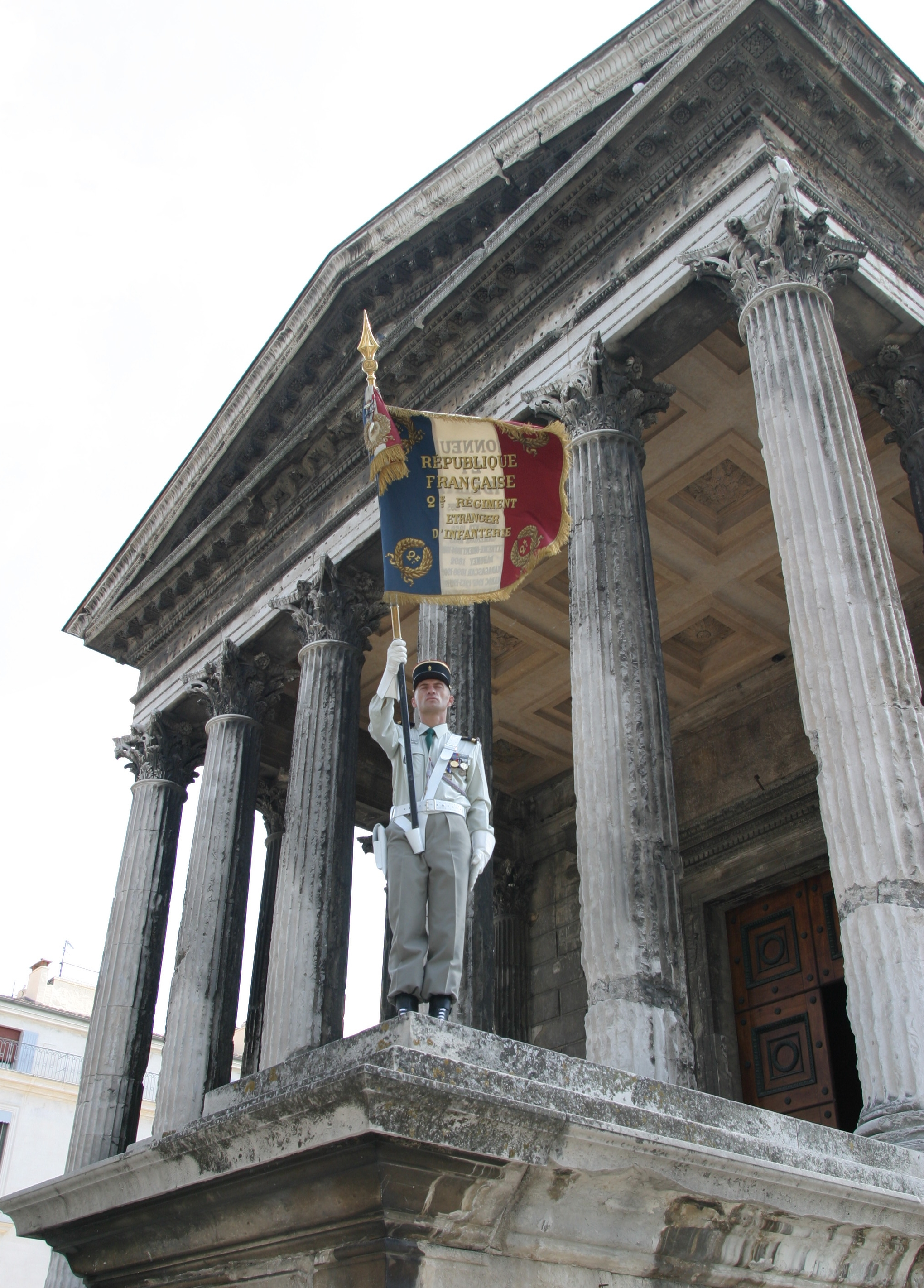
Drapeau du 2e Étranger sur les murs de la Maison Carrée